# Kolera
Kolera je akutna nalezljiva epidemična črevesna bolezen. Povzroča jo bakterija Vibrio cholerae. Glavna simptoma sta vodena driska in bruhanje. Bolnik izgublja vodo in elektrolite. Pojavita se lahko odpoved obtočil in šok. Če je mogoče ljudi hitro in ustrezno zdraviti, je smrtnost manjša od 1 odstotka; pri nezdravljeni koleri je smrtnost 50-60-odstotna.
Okužba se primarno prenaša z onesnaženo pitno vodo in hrano, ki je bila v stiku z blatom okužene osebe, lahko tudi takšne, ki je bila brez simptomov. Intenzivnost driske in bruhanja lahko vodi do hitre izsušitve in elektrolitskega neravnovesja ter lahko v nekaterih primerih povzroči smrt. Osnovno zdravljenje je nadomeščanje tekočin s pitjem, navadno s peroralno rehidracijsko raztopino, da se nadomesti vodo in elektrolite. Če bolnik ne more piti ali izboljšanje ni dovolj hitro, se uporabi intravensko aplikacijo tekočine. Antibiotiki koristijo bolnikom s hudo potekajočo okužbo, saj skrajšajo njeno trajanje in ublažijo intenzivnost simptomov.
Leta 2010 je za kolero zbolelo od 3 do 5 milijonov ljudi, umrlo jih je od 100.000 do 130.000.
Kolera je bila ena prvih nalezljivih bolezni, ki so jih preučevali z epidemiološkimi metodami.

## Epidemiologija
Leta 2010 je za kolero zbolelo 3–5 milijonov ljudi po vsem svetu. Umrlo jih je 100.000–130.000.  Navadno se pojavlja v razvijajočem se svetu. V zgodnjih 80. letih 20. stoletja je zaradi kolere umrlo več kot 3 milijone ljudi. Težko je izračunati dejansko število primerov bolezni, saj mnogih ne prijavijo zaradi skrbi, da bi novica o izbruhu negativno vplivala na lokalni turizem. Kolera v mnogih deželah ostaja epidemična in endemska bolezen.
Čeprav vedo mnogo o mehanizmih, ki omogočajo širitev kolere, to ne vodi k popolnemu razumevanju, zakaj kolera izbruhne na določenih mestih. Pomanjkljiva obdelava odplak in pitne vode olajša širjenje bolezni. Vodni zbiralniki lahko služijo kot rezervoarji, bolezen pa se lahko širi tudi z morsko hrano, ki prepotuje dolge razdalje. V ZDA kolere večino 20. stoletja niso zaznali, znova se je pojavila le ob koncu stoletja.

## Znaki in simptomi
Primarni simptomi kolere so obilna, neboleča driska in bruhanje bistre tekočine.Ti simptomi se navadno začnejo nenadoma, od 12 ur do 5 dni po zaužitju bakterij. Drisko pogosto opisujejo kot »riževo vodo« in ima lahko vonj po ribah. Nezdravljena oseba lahko izloči dnevno od 10 do 20 litrov driske, kar se lahko konča s smrtjo. Na eno simptomatsko osebo se okuži od 3 do 100 ljudi, vendar nimajo simptomov. Kolere se je prijel vzdevek »modra bolezen«, saj se zaradi hude izgube tekočine barva bolnikove kože spremeni v modrikasto-sivo.
Če hude driske ne zdravijo z intravenoznim nadomeščanjem tekočine, lahko sledita smrtno nevarna izsušitev in elektrolitsko neravnovesje. Značilni simptomi izsušitve so znižan krvni tlak, nižji turgor kože, viden kot nagubanost, udrte oči in hitrejši pulz.

## Vzrok
Okužba se navadno prenaša v slabih higienskih razmerah z vodo in hrano, onesnaženo z iztrebki.  
Ta bakterija je lahko naravno prisotna v vsakem okolju.

### Dovzetnost
Normalen zdrav človek zboli, če zaužije približno 100 milijonov bakterij.  Pri osebah, ki imajo znižano kislost želodca (na primer zaradi jemanja zaviralca protonske črpalke),  bolezen povzroči že manjše število bakterij. Otroci so bolj dovzetni, najbolj 2- do 4-letni. Dovzetnost za okužbo je odvisna tudi od krvne skupine. Najbolj so dovzetne osebe s krvno skupino 0. Pri osebah z znižano imunostjo, kot so bolniki z AIDS-om ali podhranjeni otroci, ima lahko okužba hujši potek.
Potek bolezni je lahko hud pri vsaki osebi, celo pri zdravem odraslem v srednjih letih. Za vsakega bolnika je treba v sodelovanju s strokovnim zdravstvenim delavcem narediti oceno izgube tekočine.
Mutacija za cistično fibrozo nosi določene prednosti. Heterozigotni nosilci mutacije (imajo mutacijo, vendar nimajo cistične fibroze) so bolj odporni proti okužbam, ki jih povzroča V. cholerae. Genetsko pomanjkanje beljakovine CFTR otežuje bakterijsko vezavo na epitelij v prebavilih, kar zmanjša učinke okužbe.

### Prenos
Kolera se tipično prenaša z okuženo vodo in hrano. V razvitem svetu je najpogostejši izvor okužbe morska hrana. V deželah tretjega sveta je najpogostejši izvor voda. Kolero so našli tudi pri dveh drugih živalskih populacijah  – morskih školjkah in planktonu.
Bolniki s kolero imajo drisko. Če je zelo tekoča, jo pogovorno imenujejo »riževa voda«. Če iztrebek onesnaži pitno vodo, se okužijo tudi drugi. Izvor onesnaženja so tipično drugi bolniki s kolero, kadar njihovi iztrebki zaidejo v vodne vire, podtalnico ali zaloge pitne vode. Pitje onesnažene vode in uživanje hrane, oprane v takšni vodi, kot tudi morskih školjk, ki živijo v okuženih vodah, lahko privede do okužbe. Kolera se redko širi neposredno s človeka na človeka. Obstajajo toksigeni in netoksigeni sevi. Netoksigeni sevi pridobijo toksigenost preko temperatnega bakteriofaga. Izbruhi kolere, ki se pojavljajo na morskih obrežjih, značilno sledijo cvetenju morja, kar kolero uvršča med zoonoze.

### Mehanizem delovanja
Ko oseba zaužije bakterije, jih večina ne preživi kislih razmer v želodcu. Bakterije, ki preživijo prehod skozi želodec, ohranijo svojo energijo in zaloge hranil tako, da inhibirajo večino proizvodnje beljakovin. Ko preživela bakterija preide iz želodca v tanko črevo, se mora prebiti skozi debelo sluznico tankega črevesa, da doseže črevesno steno, kjer se razmnožuje. V. cholerae začne proizvajati beljakovino flagelin, iz katerih tvori bičke.
Ko bakterija doseže črevesno steno, za premikanje več ne potrebuje bičkov. Preneha izdelovati flagelin in tako prihrani energijo in hranila. To stori tako, da zamenja skupek beljakovin, ki se izražajo v odzivu na kemične spremembe v okolju. Ko doseže črevesno steno, začne proizvajati toksične beljakovine, ki povzročijo vodeno drisko. Ta nosi nove generacije bakterij v vodo, ki jo ob neustreznih higienskih razmerah zaužije naslednji gostitelj.
Toksin kolere (CTX ali CT) je oligomerni kompleks, sestavljen iz šestih beljakovinskih podenot – 1 kopije podneote A in 5 kopij podenote B. Enoti A in B sta povezani z disulfidnimi vezmi. Toksin se preko sistema drugotnega prenašalca veže na receptor na površini črevesnih epitelnih celic. Nato se endocitotsko vključi v celico. Ko je v njej, se disulfidne vezi reducirajo in podenota A1 se lahko veže z beljakovino Arf6 (ADP-ribosilacijski dejavnik 6. Vezava izpostavi njegovo aktivno mesto in omogoči stalno ribozilacijo podenote alfa proteina G. To se izrazi v konstitutivni proizvodnji cAMP, kar vodi v izločanje  H2O, Na+, K+, Cl− in HCO3− v lumen tankega črevesa in do hitre izsušitve.  Geni, ki kodirajo toksin kolere, se v V. cholerae uvedejo s horizontalnim prenosom genov. Virulentni sevi V. cholerae nosijo varianto temperatnih bakteriofagov CTXf ali CTXφ.

## Diagnoza
Na kolero posumijo ob značilnih bolezenskih težavah in epidemioloških podatkih (potovanja v dežele, kjer je prisotna kolera). Potrdijo jo z laboratorijskimi preiskavami. Pri vzorcih, ki so pozitivni, je treba določiti antibiotično odpornost (rezistenco). Kadar pride do epidemije, klinično diagnozo postavijo z jemanjem anamneze in hitrim kliničnim pregledom. Zdravljenje se navadno začne pred laboratorijsko potrditvijo suma ali tudi brez nje.
Za laboratorijsko analizo so najboljši brisi in vzorci blata, ki so bili odvzeti, preden je bolnik dobil antibiotik. Kadar se sumi na epidemijo kolere, je najpogostejši povzročitelj V. cholerae O1. Če ni izoliran serotip O1, mora laboratorij testirati za V. cholerae O139.
V Združenih državah Amerike morajo okužbo z V. cholerae O139 prijaviti in jo obravnavati enako, kot bi jo povzročil serotip V. cholerae O1. Podobne diarejske bolezni morajo označiti kot »kolera« in prijaviti.
V Republiki Sloveniji so zdravniki dolžni prijaviti vsak sum na okužbo s kolero v roku od 3 do 6 ur. Sum prijavijo območnemu zavodu za zdravstveno varstvo, ki takoj obvesti Inštitut za varovanje zdravja Republike Slovenije.

## Preprečevanje
Čeprav lahko kolera ogroža življenja, je preventiva preprosta, če se izvaja pravilne higienske ukrepe. V razvitem svetu zaradi čiščenja vode in higienskih ukrepov kolera ni več glavni javnozdravstveni problem. Zadnji večji izbruh kolere v ZDA je bil 1910–1911.
Epidemijo kolere je mogoče zaustaviti s pravočasnimi in učinkovitimi higienskimi ukrepi. Pozoren je treba biti na naslednje načine prenosa kolere:
- Sterilizacija: ključni sta pravilna izpostavljenost in obravnava okuženih iztrebkov bolnikov in materiala (oblačila, posteljnina). Vse predmete, ki pridejo v stik z bolnikom, je treba oprati v vroči vodi, ki se ji doda klorovo belilo. Roke je treba razkuževati v klorirani vodi ali z drugim učinkovitim protimikrobnim sredstvom.
- Odplake: treba jih je obdelati s kloridom, ozonom, ultravijolično svetlobo ali drugimi učinkoviti sredstvi, preden se izlijejo v vodotoke ali podtalnico. S tem se prepreči, da bi nediagnosticirani bolniki nehote širili bolezen.
- Vodni viri: v bližini onesnaženih vodnih virov morajo biti postavljena opozorila o možni okužbi s kolero. Dodana morajo biti navodila za razkuževanje vode (prekuhavanje, kloriranje).
- Čiščenje vode: vsa voda, ki se uporablja za pitje, pranje ali kuhanje, mora biti sterilizirana s prekuhavanjem, kloriranjem, ozonom, ultravijolično svetlobo ali protimikrobno filtracijo. To velja za vsa mesta, kjer obstaja sum za prisotnost kolere. Kloriranje in prekuhavanje sta pogosto najcenejši in najučinkovitejši metodi za obvladovanje okužbe. Filtri iz blaga in filtracija vode skozi sari so zelo znižali pojavnost kolere v revnih bangladeških vaseh, ki so se oskrbovale iz nezanesljivih vodnih virov. Štirikrat prepognjen sari se je izkazal za dokaj učinkovitega pri zadrževanju okuženega fitoplanktona.[27] Še bolj učinkoviti so protimikrobni filtri, ki jih je moč dobiti v trgovinah s pohodniško opremo.

Javnozdravstvena vzgoja in upoštevanje primernih higienskih praks so najpomembnejši pri preprečevanju in nadzoru širjenja kolere in drugih bolezni.

### Nadzor bolezni
Za hitro obladovanje epidemije sta ključna nadzor in takojšnje poročanje. Kolera je v mnogih endemskih deželah sezonska bolezen. Navadno se pojavi med deževno dobo. Sistem nadzora (angleško surveillance) omogoča zgodnja opozorila pred izbruhi, kar vodi v koordiniran odziv in pomaga pri izdelavi načrtov pripravljenosti. Zadostni nadzorni sistemi lahko izboljšajo oceno tveganja za potencialne izbruhe kolere. Razumevanje sezonske narave in lokacij izbruhov omogoča optimizacijo ukrepov za nadzor nad boleznijo pri najbolj ranljivih. Za učinkovitost ukrepov je pomembno, da se vse primere bolezni prijavi.

### Cepljenje
Februarja 2011 sta bili na razpolago dve peroralni zdravili. Dukoral je Svetovna zdravstvena organizacija licencirala v več kot 60 državah. ShanChol je bil licenciran v Indiji. Ker je cepivo v dveh odmerkih, lahko preteče več tednov, preden je oseba, ki ga prejema, varna pred okužbo. Cepljenje ne more nadomestiti standardnih ukrepov preprečevanja in nadzora. Ameriški Center za nadzor in preprečevanje bolezni (CDC) cepljenja večini popotnikov ne priporoča, poleg tega pa zdravilo v ZDA ni dosegljivo. Cepivo namreč ponuja nezanesljivo zaščito za relativno kratko časovno obdobje.
V Republiki Sloveniji je cepivo na razpolago, vendar ni učinkovito.

## Zdravljenje
Normalno prehranjevanje spodbuja hitrejše okrevanje normalne funkcije črevesja. SZO priporoča normalno prehrano v vseh primerih driske, ne glede na njihov vzrok. CDC-jev priročnik v primeru kolere priporoča, da matere dojijo svojega otroka, ki ima vodeno drisko, tudi ko potujejo do zdravnika. Odrasli in starejši otroci naj pogosto jedo. 

### Tekočine
V večini primerov se kolero uspešno pozdravi s peroralno rehidracijsko terapijo, ki je zelo učinkovita, varna in preprosta za uporabo. Raztopine na riževi osnovi so boljše od tistih na osnovi glukoze, saj so učinkovitejše. Kadar je potek hud in je organizem močno izsušen, je potrebna intravenska rehidracija. Najboljši je Ringerjev laktat, pogosto z dodanim kalijem. Dokler driska ne preneha, je nujno kontinuirano nadomeščanje tekočin v velikih volumnih. V prvih 2 do 4 urah je treba nadomestiti volumen tekočine, ki znaša 10 % bolnikove telesne teže. To metodo so prvič množično uporabili med bangladeško osvobodilno vojno, kjer se je izkazala za zelo učinkovito.
Če so komercialni pripravki cenovno ali kako drugače nedostopni, se lahko izdela raztopino. V 1 liter prevrete vode se zmeša polovica čajne žličke soli, 6 čajnih žličk sladkorja in pretlačeno banano za kalij ter izboljšanje okusa.

### Elektroliti
Uvodoma se navadno pojavi acidoza, raven kalija je lahko še normalna, čeprav se je izgubilo veliko tekočine. Ko se izsušitev popravi, se lahko raven kalija hitro zniža. Takrat ga je nujno nadomestiti.

### Antibiotiki
Antibiotično zdravljenje skrajša trajanje bolezni za 1 do 3 dni in zmanjša intenzivnost simptomov. Uporaba antibiotikov zmanjša tudi potrebe po tekočini. Če je rehidracija zadostna, bolniki okrevajo tudi brez antibiotikov. Doksiciklin je zdravilo prvega izbora, čeprav so nekateri sevi V. cholerae nanj odporni. Testiranje na odpornost med izbruhom kolere lahko pripomore k sprejemanju boljših ukrepov v prihodnosti. Drugi antibiotiki z dokazano učinkovitostjo so kotrimoksazol, eritromicin, tetraciklini, kloramfenikol in furazolidon. Fluorokinoloni kot je norfloksacin so uporabni, vendar so že poročali o odpornosti.
Odpornost na antibiotike se povečuje v mnogih predelih sveta. V Bangladešu je večina sevov odporna na tetracikline, trimetoprim-sulfametoksazol in eritromicin. Za identifikacijo večkratno odpornih sevov so na voljo hitre diagnostične metode.

## Prognoza
Kadar je zdravljenje pravilno in se začne hitro, je smrtnost manj kot 1 %. Če kolere ne zdravimo, je smrtnost od 50 do 60 %. Pri nekaterih sevih, kot sta bila med epidemijo na Haitiju leta 2010 in leta 2004 v Indiji, so bolniki umrli v dveh urah od nastopa bolezni.

## Raziskovanje bolezni
Prvo cepivo je okrog leta 1900 razvil bakteriolog ruskega rodu Waldemar Haffkine. Leta 1855 je bakterijo izoliral italijanski anatom Filippo Pacini, vendar narave povzročitelja in Pacinijevih raziskav niso poznali.
Povezavo med kolero in onesnaženo pitno vodo je leta 1854 odkril John Snow. Leta 1849 je dokazal mikrobiološki izvor epidemij kolere, leta 1855 pa je podal popoln in pravile model etiologije bolezni. V dveh pionirskih terenskih študijah je dokazal, da so bile najverjetnejši prenašalec dveh epidemij v Londonu leta 1854 okužene odplake. Njegovega modela niso takoj sprejeli, vendar je v naslednjih 30 letih zaradi razvoja mikrobiologije obveljal za prepričljivo razlago.
V razvitem svetu so med letoma 1855 in 1900 ogromno vlagali v čiste zaloge pitne vode in kanalizacijo. To je v veliki večini razvitih delež odpravilo epidemije kolere. Leta 1883 je Robert Koch z mikroskopijo kot povzročitelja kolere identificiral V. cholerae.
Robert Allan Phillips, ameriški mornariški zdravnik, je raziskal patofiziologijo bolezni in razvil protokol rehidracije. Leta 1967 je prejel Laskerjevo nagrado.
Leta 2002 je Allan s sodelavci raziskoval vzorce blata bolnikov s kolero v Mednarodnem centru za raziskovanje diarealnih bolezni v Bangladešu. Raziskovalci so našli korelacijo med prehodom V. cholerae skozi človeška prebavila in povečanim infektivnim stanjem. Ugotovili so, da bakterije tvorijo hiperinfektivno stanje, kjer se geni, ki nadzorujejo biosintezo aminokislin, privzem železa in tvorbo periplazmatskih nitratnih reduktaznih kompleksov, inducirajo tik pred iztrebljanjem. Te inducirane značilnosti bakterijam omogočajo preživetje v blatu v obliki riževe vode, kjer sta količini kisika in železa omejeni.

## Zgodovina bolezni
Beseda kolera izhaja iz grške besede χολέρα (kholera); iz χολή kholē, »žolč«. Kolera verjetno izhaja iz indijske podceline in je od pradavnine prisotna v delti Gangesa. Po kopenskih in morskih trgovskih poti se je leta 1817 razširila v Rusijo, nato pa po vsej Evropi. Iz Evrope se je razširila v Severno Ameriko. V preteklih 200 letih je prišlo do 7 pandemij, zadnja (1961) je izvirala iz Indonezije.
Prva pandemija je bila v indijski Bengaliji od 1817 do 1824. Iz Indije se je razširila v jugovzhodno Azijo, na Kitajsko, Japonsko, na Srednji vzhod in v južno Rusijo.
Druga pandemija je trajala od 1827 do 1835 v ZDA in Evropi.
Tretja pandemija je izbruhnila leta 1839 in je trajala do 1856. Razširila se je v severno Afriko, dosegla Južno Ameriko; prvič se je pojavila v Braziliji.
Med četrto pandemijo (1863–1875) je kolera pestila podsaharsko Afriko.
Peta (1881–1896) in šesta (1899–1923) pandemija sta povzročili manj smrti, saj so bolezen do tedaj že bolje razumeli. Najbolj so bili prizadeti Egipt, Arabski polotok, Perzija, Indija in Filipini. Hudi izbruhi so bili v Nemčiji leta 1892 in v Neaplju 1910–1911.
Sedma pandemija se je leta 1961 pojavila v Indoneziji. Zaznamoval jo je nov sev El Tor, ki je še vedno prisoten v razvijajočih se deželah.
Kolera se je iz lokalne bolezni v 19. stoletju razvila v najbolj razširjeno in smrtonosno bolezen na svetu. Pomorila je več deset milijonov ljudi. V Ruskem cesarstvu je med letoma 1847 in 1851 zaradi kolere umrlo več kot milijon ljudi. Med drugo pandemijo je umrlo 150.000 Američanov. Med letoma 1900 in 1920 je v Indiji umrlo 8 milijonov ljudi.
Kolera je bila zaradi hudih posledic za javno zdravje prva bolezen, ki so jo v ZDA začeli prijavljati.  V Angliji je leta 1854 John Snow prvi izpostavil pomen onesnažene vode kot vzroka. Zaradi filtriranja in kloriranja vode je kolera v Evropi in Severni Ameriki izginila, še vedno pa ostaja grožnja v razvijajočem se svetu.
V preteklosti so na ladjah, ki so imele na krovu osebe, obolele za kolero, izobesili karantensko zastavo rumene barve. Potniki s takšne ladje se 30 do 40 dni niso smeli izkrcati v nobenem pristanišču. Danes so karantenske zastave rumene in črne.
Včasih so kolero poskušali zdraviti s homeopatskimi in domačimi zdravili, kot je na primer paradižnikov sok.

### Kolera na Haitiju
Po potresu na Haitiju leta 2010 je oktobra istega leta prišlo do izbruha kolere. To je bil najhujši izbruh kolere v zadnjem obdobju. Do 22. maja 2013 je zbolelo 657.117 ljudi, umrlo jih je 8.096. O primerih kolere so poročali iz vseh 10 departmajev.

### Ljudje, ki so verjetno umrli zaradi kolere
- Peter Iljič Čajkovski

Njegovo smrt tradicionalno pripisujejo koleri, najbolj verjetno zaradi pitja onesnažene vode nekaj dni prej. Ker vode niso prekuhavali in je kolera prizadela Sankt Peterburg, je ta povezava zelo verjetna. Zaradi kolere je umrla tudi njegova mati, v istem času je zbolel še njegov oče, vendar je povsem okreval. Nekateri strokovnjaki, vključno z angleškim muzikologom in poznavalcem Čajkovskega Davidom Brownom in biografom Anthonyjem Holdenom, trdijo, da je storil samomor.
- Nicolas Léonard Sadi Carnot, fizik, utemeljitelj termodinamike († 1832)[62]
- Karel X., francoski kralj († 1836)[63]
- James K. Polk, 11. predsednik ZDA († 1849)[64]
- Carl von Clausewitz, pruski vojak in nemški vojaški teoretik († 1831)[65]

## Epidemije kolere na Slovenskem
Slovenski prostor so epidemije prizadele v letih 1836, 1849, 1855, 1866 in 1886.

## Kolera v umetnosti
Gabriel García Márquez je leta 1985 izdal roman Ljubezen v času kolere.